# Max Margules
Max Margules (* 23. dubna 1856 Brody, Halič – † 4. října 1920 Perchtoldsdorf, Dolní Rakousko) byl rakouský meteorolog. V roce 1906 popsal podmínky sklonu frontální plochy vůči zemskému povrchu – Margulesova rovnice. Odvodil rovnici tlakové tendence, kterou později upravil Jacob Bjerknes (1937).

## Život
Max Margules studoval matematiku, fyziku a chemii na Vídeňské univerzitě a v roce 1876 získal doktorát z filozofie. Zabýval se otázkami elektrodynamiky a hydrodynamiky a v letech 1885–1906 pracoval v Ústředním ústavu pro meteorologii a geodynamiku (Zentralanstalt für Meteorologie und Geodynamik, ZAMG).
Zkoumal slapy atmosféry a formuloval teorii polární fronty a tlakových vln. V roce 1901 vyšlo jeho pojednání Über den Arbeitswert einer Luftdruckverteilung und die Erhaltung der Druckunterschiede. V roce 1903 vydal jedno z klasických děl meteorologie: „Über die Energie der Stürme“ (O energii bouří).
Od roku 1906 působil jako soukromý učenec, z oboru meteorologie se stáhl a znovu se věnoval chemicko-fyzikálním otázkám.

## Dílo
- Ueber Theorie und Anwendung der electromagnetischen Rotation. In: Annalen der Physik. Nr. 242.1, 1878, S. 59–72.
- Uber die Bestimmung des Reibungsund Gleitungs-Coefficienten aus den Bewegungen einer Flüssigkeit. In: Wiener Berichte. Nr. 83, 1881, S. 588–602.
- Über die specifische Wärme comprimirter Kohlensäure. Kaiserlich-Königliche Hof- und Staatsdruckerei, 1888.
- Über die Mischungswärme comprimirter Gase. Kaiserlich-Königliche Hof- und Staatsdruckerei, 1888.
- Über die Abweichung eines comprimirten Gasgemisches vom Gesetz des Partialdruckes. Kaiserlich-Königliche Hof- und Staatsdruckerei, 1889.
- Über die Schwingungen periodisch erwärmter Luft. F. Tempsky, 1890.
- Bemerkungen zu Hrn. Galitzine's Abhandlung: „Ueber das Dalton’sche Gesetz“. In: Annalen der Physik. Nr. 278.2, 1891, S. 348–350.
- Luftbewegungen in einer rotirenden Sphäroidschale. Kaiserlich-Königliche Hof- und Staatsdruckerei, 1893.
- Über die Zusammensetzung der gesättigten Dämpfe von Mischungen. In: Sitzungsberatungen der Akademie der Wissenschaften Wien, mathematisch-naturwissenschaftliche Klasse. Nr. 104, 1895, S. 1243–1278.
- Auflösung von Platin und Gold in Electrolyten. In: Annalen der Physik. Nr. 301.7, 1898, S. 629–634.
- Nachtrag zur Mittheilung über die Auflösung von Platin und Gold in Electrolyten. In: Annalen der Physik. Nr. 302.11, 1898, S. 540–543.
- Über den Arbeitswert einer Luftdruckvertheilung und über die Erhaltung der Druckunterschiede. Kaiserlich-Königliche Hof- und Staatsdruckerei, 1901.
- Über die Energie der Stürme. Kaiserlich-Königliche Hof- und Staatsdruckerei, 1903.
- Über Temperaturschwankungen auf hohen Bergen. In: Meteorologische Zeitschrift. Nr. 19, 1903.
- Uber die Beziehung zwischen Barometerschwankungen und Kontinuitätsgleichung. In: Ludwig Boltzmann Festschrift. 1904, S. 585–589.
- Über Temperaturschichtung in stationär bewegter und ruhender Luft. In: Meteorologische Zeitschrift. Nr. 23, 1906, S. 165–254.
- Über die Änderung des vertikalen Temperaturgefälles durch Zusammendrückung oder Ausbreitung einer Luftmasse. In: Meteorologische Zeitschrift. 1906, S. 241–244.
- Zur sturmtheorie. F. Vieweg & Sohn, 1906. F. Vieweg & Sohn, 1906.